# Krasnocholmskij rajon
Il Krasnocholmskij rajon (in russo Краснохолмский район?) è un rajon dell'Oblast' di Tver', nella Russia europea; il capoluogo è Krasnyj Cholm. Istituito nel 1929, ricopre una superficie di 1.496 chilometri quadrati.